# Antonio Begarelli
Antonio Begarelli (* um 1499 in Modena; † 28. Dezember 1565 ebenda) war ein italienischer Bildhauer und  Terrakottakünstler.

## Leben
Begarelli war ein Sohn des Bäckers (oder Ofenbauers) Giuliano Begarelli und ein Bruder des Giacomo Alberto Begarelli. Zu seinen frühen Werken zählt eine Pietà-Gruppe aus 8 Figuren, die er um 1524 für die Compagnia di S. Bernardino modellierte und die später in die Kirche S. Agostino in Modena kam. In den 1530er Jahren berief ihn der Herzog Alfonso I. nach Ferrara und 1549 modellierte er einen Herkules für eines der Stadttore Modenas im Auftrag des Herzogs Ercole II. Für den Herzog formte er 1551 auch einige Modelle für Geschütze.
Im Jahr 1553 unterzeichnete er gemeinsam mit Lodovico Begarelli (um 1515/1524 – 1576/1577), dem Sohn seines Bruders, einen Vertrag für die Anfertigung des großen Altars für die Kirche S. Pietro. Dieser wurde jedoch erst nach seinem Tod von Lodovico vollendet. Zu seinen Hauptwerken, die er während seiner letzten Lebensjahre ausführte, gehören 32 Statuen aus Ton für die Abteikirche S. Benedetto Po in der Provinz Mantua (darunter Adam und Eva, die Ordensstifter, Patriarchen, Kirchenväter und Märtyrer, sowie die Hauptheiligen des Benediktinerordens), die Giulio Romano bis 1544 umgebaut hatte.
Zu seinen Lebzeiten schuf er eine Anzahl Terrakottafiguren, die er zumeist mit einem dünnen, durchsichtigen Stuckmantel überzog, der dafür sorgte, dass die Konturen weicher und die Oberfläche gleichmäßiger und polierbar wurde. Anschließend übermalte Begarelli diese Deckschicht mit Bleiweiß und brachte üppige Vergoldungen an. Zuletzt wurden nahezu realistische Farbtöne aufgemalt, um beispielsweise die Pupillen in brauner Farbe hervorzuheben oder einige Attribute der Heiligen in ihren natürlichen Farben wiederzugeben.
Er soll nach einigen Angaben in der Literatur von dem ebenfalls aus Modena stammenden Bildhauer Guido Mazzoni beeinflusst worden sein, was sich jedoch nicht in Begarellis Stil nachweisen lässt, der eher als Vertreter einer gegensätzlichen Kunstrichtung angesehen wird. Andere sehen in ihm einen Schüler des Alfonso Lombardi oder geben an, dass er mit Antonio da Correggio zusammengearbeitet habe. Er richtete sich bei einigen seiner Ausführungen nach den Kupferstichen des Marcantonio Raimondi oder Gemälden Raffaels.

## Werke (Auswahl)
Einige Werke Begarellis sind unter anderem im Palazzo dei Musei in Modena ausgestellt.

Mariendarstellung, 1530

- um 1524: Grabmal des Boschetti, Pfarrkirche von S. Cesario bei Modena (Gian Galeazzo Boschetti [† 5. März 1524] Apostolischer Protonotarius)
- April 1527: Presepio-Gruppe, Dom von Modena (Geburt Christi und Anbetung der Hirten)
- 1527: Madonna di Piazza, Museo Civico Modena
- 1527/1528: Madonnenstatue für den Stadtpalast in Modena
- 1529: Grabmal für Francesco und Leonello Belleardi in der Kirche S. Francesco (1807 zerstört)
- August 1531: Kreuzabnahme Kirche S. Francesco
- August 1531: Magdalenenstatue Carmine-Kirche
- zwischen 1532 und 1535: Maria mit dem Kinde
- um 1543: 4 Statuen, Madonna mit dem Christkinde und dem Johannesknaben, Johannes der Evangelist, St. Benedictus und die hl. Felicitas mit ihrem Söhnlein, dem hl. Vitalis, S. Giovanni in Paima
- 1546: Pietà-Gruppe, S. Pietro

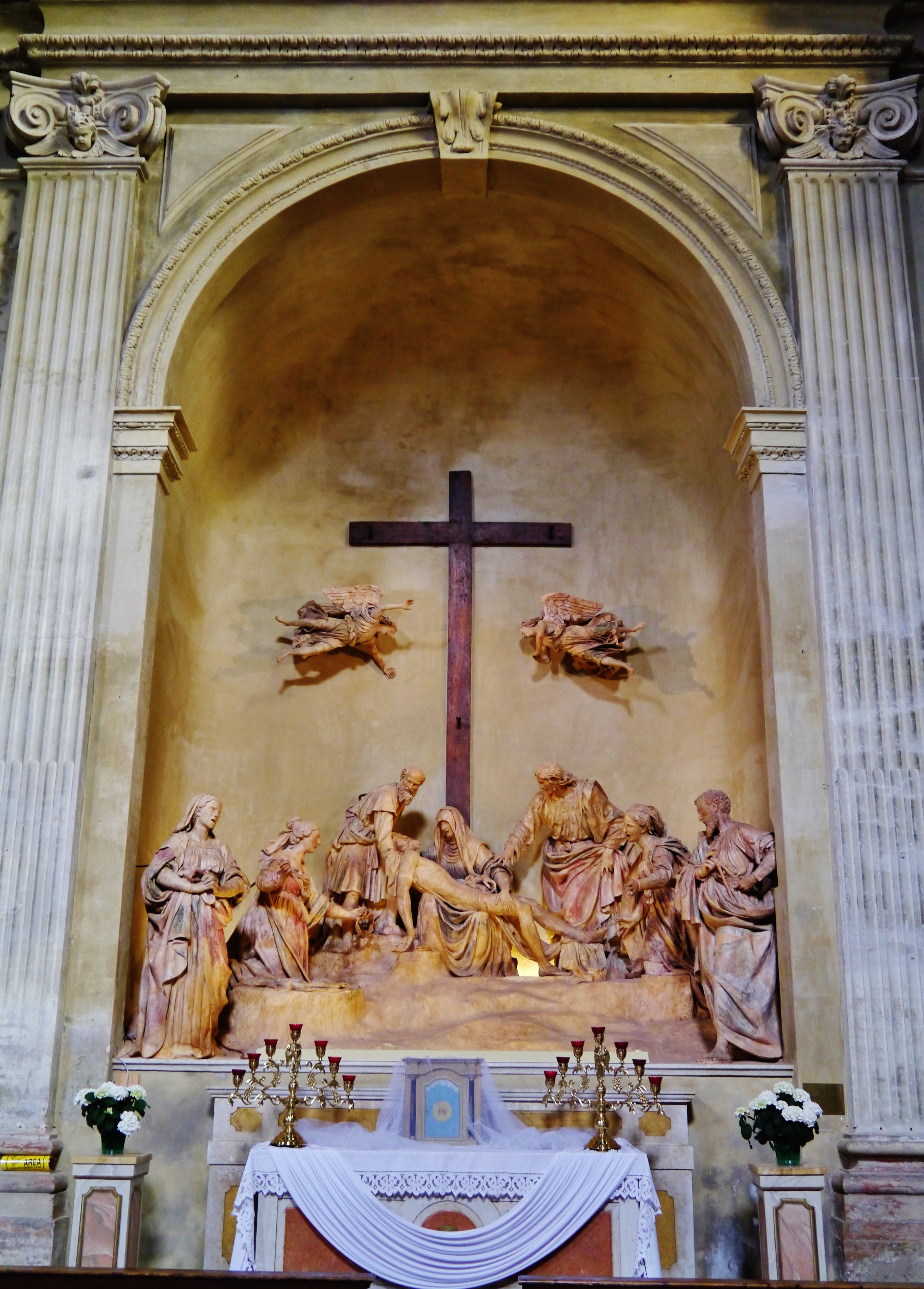
Kreuzabnahme, 1531
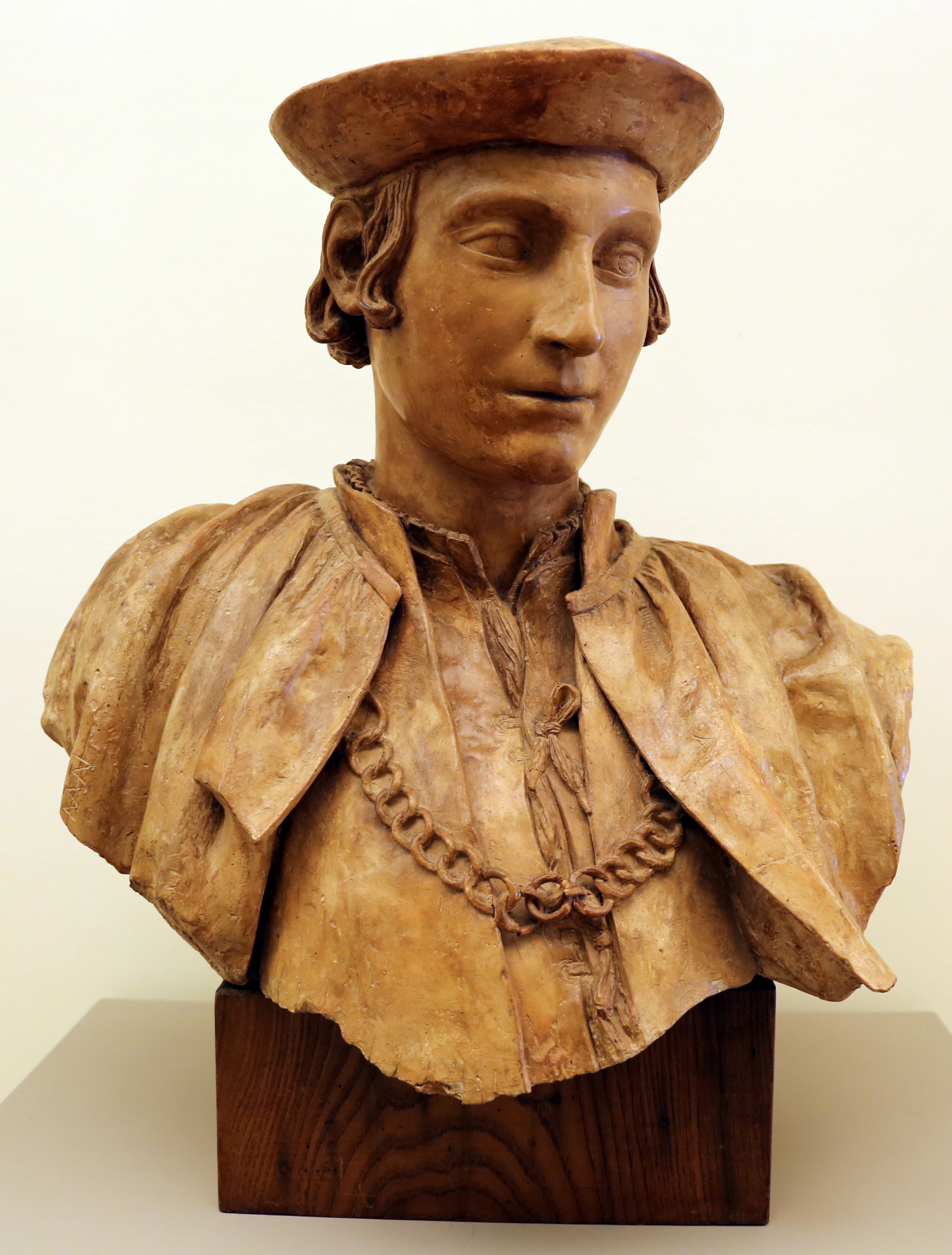
Büste von Lionello Beliardi, 1529
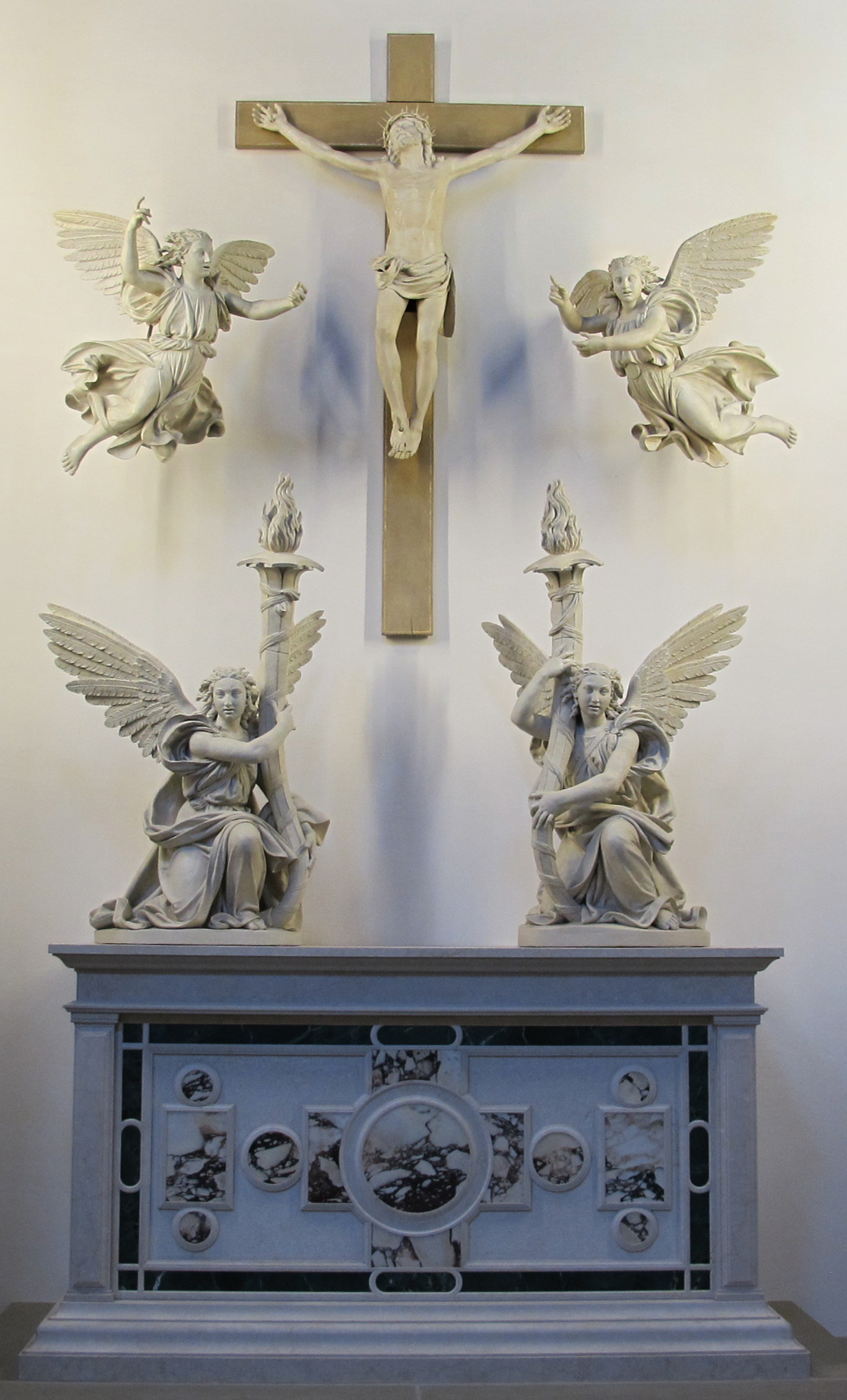
Altaraufsatz mit Kruzifix und vier Engeln, 1534
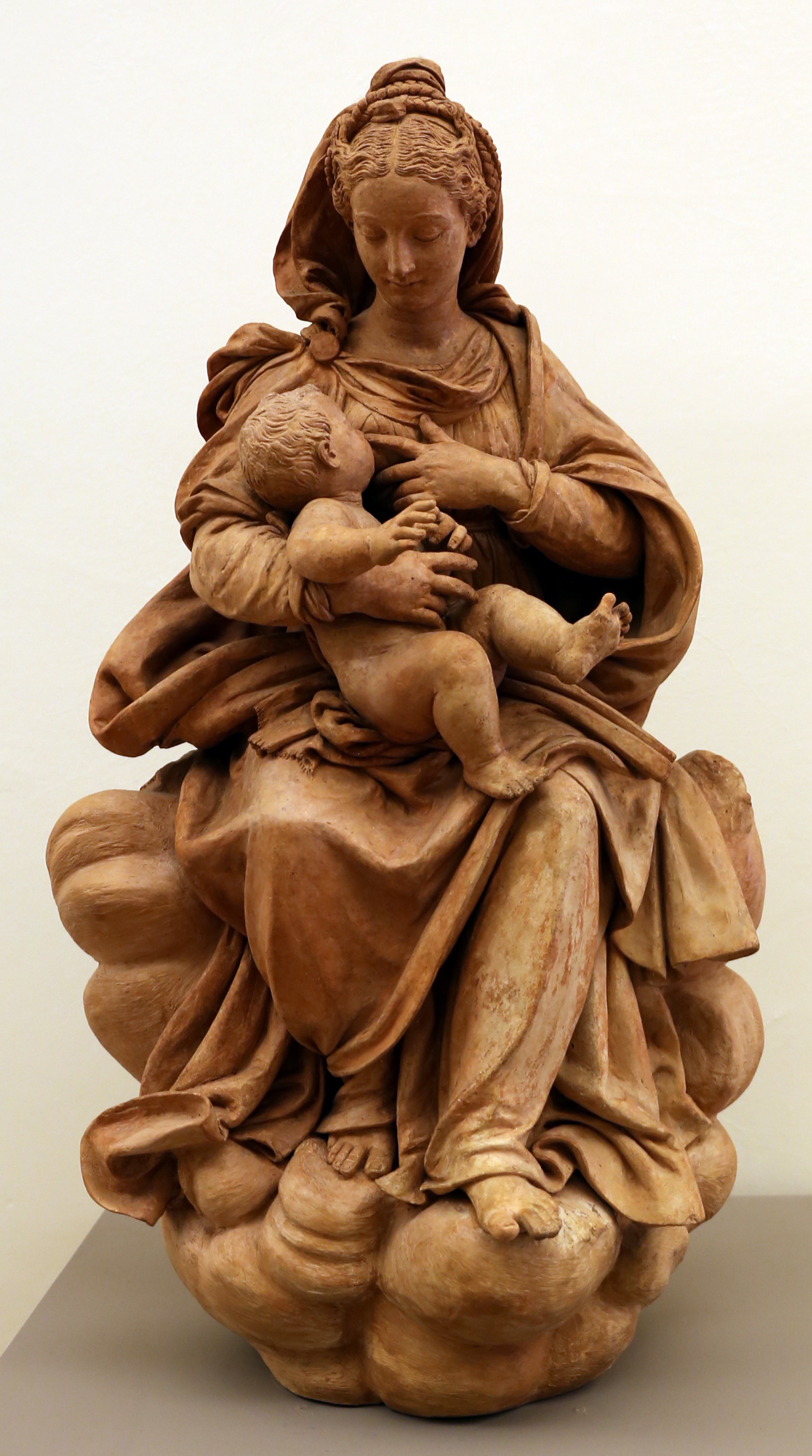
Maria mit dem Jesuskind